# Bazancourt, Marne
Bazancourt là một xã thuộc tỉnh Marne trong vùng Grand Est đông nam nước Pháp. Xã nằm ở khu vực có độ cao trung bình 77 mét trên mực nước biển.
Sông Suippe chảy theo hướng tây bắc qua xã Bazancourt.